# Helmut Rüdiger
Helmut Rüdiger (* 22. Januar 1903 in Frankenberg; † 9. Juni 1966 in Madrid) war ein deutscher Autor und Vertreter des Anarchosyndikalismus.

## Leben
Rüdiger stammte aus einem liberalen Elternhaus. Als Jugendlicher schloss er sich der Wandervogelbewegung an und wurde 1922 Mitglied der Syndikalistisch-Anarchistischen Jugend Deutschlands sowie der Freien Arbeiter-Union Deutschlands (FAUD). Rüdiger studierte Germanistik und Kunstgeschichte. Zusammen mit Gerhard Wartenberg und Ferdinand Götze gründete er an der Universität Leipzig einen Diskussionskreis, bestehend aus Jungarbeitern und Jungakademikern.
Als überzeugter Gegner des Totalitarismus prägten  ihn seine Erfahrungen in Spanien. Er beschäftigte sich eingehend mit den Werken von Gustav Landauer, was ihn in seiner anarchistisch-syndikalistischen Theorie und Praxis bestärkte, ebenso sein Interesse an der Arbeiterbewegung. 1925, während seines Studiums in München, begann er als Autor bei den Zeitschriften „Junge Anarchisten“ und „Der Syndikalist“ zu schreiben.
Drei Jahre später gab Rüdiger sein Studium auf da ihn seine Familie wegen seiner politischen Anschauungen finanziell nicht mehr unterstützte. In Berlin übernahm er später die redaktionelle Leitung von Der Syndikalist, bei der auch Augustin Souchy, Max Winkler, Gerhard Wartenberg und Fritz Köster tätig waren, und von Die Internationale (2. Folge). Während seiner Zeit in Berlin lernte er unter anderem Erich Mühsam, Artur Streiter und Rudolf Rocker kennen. 1931 war Rüdiger Redakteur der Zeitschrift Besinnung und Aufbruch, später übernahm Werner Henneberger diese Funktion, von der Gilde freiheitlicher Bücherfreunde. Für diese Buchgemeinschaft hielt er auch Vorträge, Der Krieg und die Literatur sowie über die Kunst von Frans Masereel. Er korrespondierte ebenso mit dem Anarchosyndikalisten Willi Paul. Aufgrund interner Konflikte in der FAUD und angesichts des aufkommenden Nationalsozialismus in Deutschland ging Rüdiger 1932 nach Spanien. Dort wurde er zuständiger Sekretär der anarchistischen Internationalen ArbeiterInnen-Assoziation und schrieb für die anarchistische Exilpresse. Als politisch Verfolgter leitete er für die spanischen Syndikalisten den ausländischen Informationsdienst. Sechs Jahre später emigrierte er nach Schweden; seine Motivation war die Zerschlagung der Confederación Nacional del Trabajo (CNT) durch den Stalinismus in Spanien. Zusammen mit Heinrich Bergmann, Rudolf Rocker und Fritz Linow war Rüdiger nach 1945 beteiligt bei der Föderation freiheitlicher Sozialisten; dort erschien zwischen 1949 und 1953 die Zeitschrift Die freie Gesellschaft. Als Autor war Rüdiger Anfang der 1960er Jahre tätig bei der Zeitschrift Opposition und Ziel.
Zusammen mit Albert de Jong, Arthur Lehning und Augustin Souchy redigierte er den Pressedienst der Internationalen Antimilitaristischen Kommission (IAK).
Helmut Rüdiger schrieb unter dem Pseudonym „D. Rodriguez“ 1966 starb er an den Folgen eines Herzinfarktes in Spanien.

## Schriften
- Sozialismus und Parlamentarismus. AHDE-Verlag, Berlin 1979. ISBN 3-8136-0013-0
- Föderalismus. Ein Beitrag zur Geschichte der Freiheit. AHDE-Verlag, Berlin 1979. ISBN 3-8136-0001-7
- Die spanische Revolution II. Was sind die CNT und FAI?  (Im Anhang die Prinzipienerklärung der I.A.A.), anarchistische texte Nr. 27, Libertad Verlag, Berlin 1982.
- Rudolf Rocker und die jüdische Arbeiterbewegung. Erschienen in der Zeitschrift Die freie Gesellschaft, 1951, 2. Jahrgang, Nr. 22.
- Der Sozialismus wird frei sein, Oppo-Verlag, Berlin 1991. ISBN 3-926880-02-3